# بيرالتا
بيرالتا (بالإسبانية: Sixto Peralta)‏ (16 أبريل 1979 بكومودورو ريفادافيا في الأرجنتين - ) هو لاعب كرة قدم أرجنتيني في مركز الوسط. شارك مع منتخب الأرجنتين تحت 17 سنة لكرة القدم ومنتخب الأرجنتين تحت 20 سنة لكرة القدم. أما مع النوادي، فقد لعب مع إنتر ميلان وإيبسويتش تاون وتايجرز أونال وريفر بليت وسانتوس لاغونا وسي إف آر كلوج ونادي أونيفرسيداد كاتوليكا ونادي تورينو ونادي راسينغ وهوراكان وأونيفرسيداد دي كونسيبسيون ‏.

## وصلات خارجية
- بيرالتا على موقع الاتحاد الدولي (مؤرشف)  (الإنجليزية)
- بيرالتا على موقع قاعدة بيانات كرة القدم.إي يو (الإنجليزية)
- بيرالتا على موقع Soccerbase.com (لاعب) (الإنجليزية)
- بيرالتا على موقع Soccerway.com (الإنجليزية)
- بيرالتا على موقع عالم كرة القدم.نت (الإنجليزية)
- بيرالتا على موقع AS.com (الإسبانية)